# Sedengan Mijen
Sedengan Mijen is een bestuurslaag in het regentschap Sidoarjo van de provincie Oost-Java, Indonesië. Sedengan Mijen telt 4003 inwoners (volkstelling 2010).